# Північна Венеція (печера)
Північна Венеція (рос. Северная Венеция) — печера в Архангельській області, на Біломорсько-Кулойському плато європейської півночі Росії. Карстова печера горизонтального типу простягання. Загальна протяжність — 920 м. Глибина печери становить 8 м. Категорія складності проходження ходів печери — 1.